# Zethera radenoides
Zethera radenoides är en fjärilsart som beskrevs av Hans Fruhstorfer 1909. Zethera radenoides ingår i släktet Zethera och familjen praktfjärilar. Inga underarter finns listade i Catalogue of Life.